# Nuevo Casino Principal (Pamplona)
El Nuevo Casino Principal, o simplemente Nuevo Casino de Pamplona,  es una institución recreativa, social y cultural, de Pamplona (Navarra) fundada el 31 de octubre de 1856 por un grupo de personas miembros procedentes de la sociedad de Los Doce Pares, y que tiene actualmente su sede en la Plaza del Castillo, en el número 44 bis, en un piso situado encima del Café Iruña, dentro del edificio construido por el Crédito Navarro en 1885, obra del arquitecto riojano Maximiano Hijónreformado entre 1932 y 1934 por Víctor Eusa.Dentro de las actividades que realizan, es conocido el Baile de la Alpargata, un arraigado entretenimiento de las fiestas de San Fermín, fuera de los programas oficiales, aunque institucionalizado desde 1975.Es uno de los centros culturales más activos de Pamplona donde regularmente se realizan presentaciones de libros y revistas como Pregón o Río Argao conciertos musicales para lo cual cuenta con un piano Erard, comprado en 1906, en perfecto estado de uso y conservación.

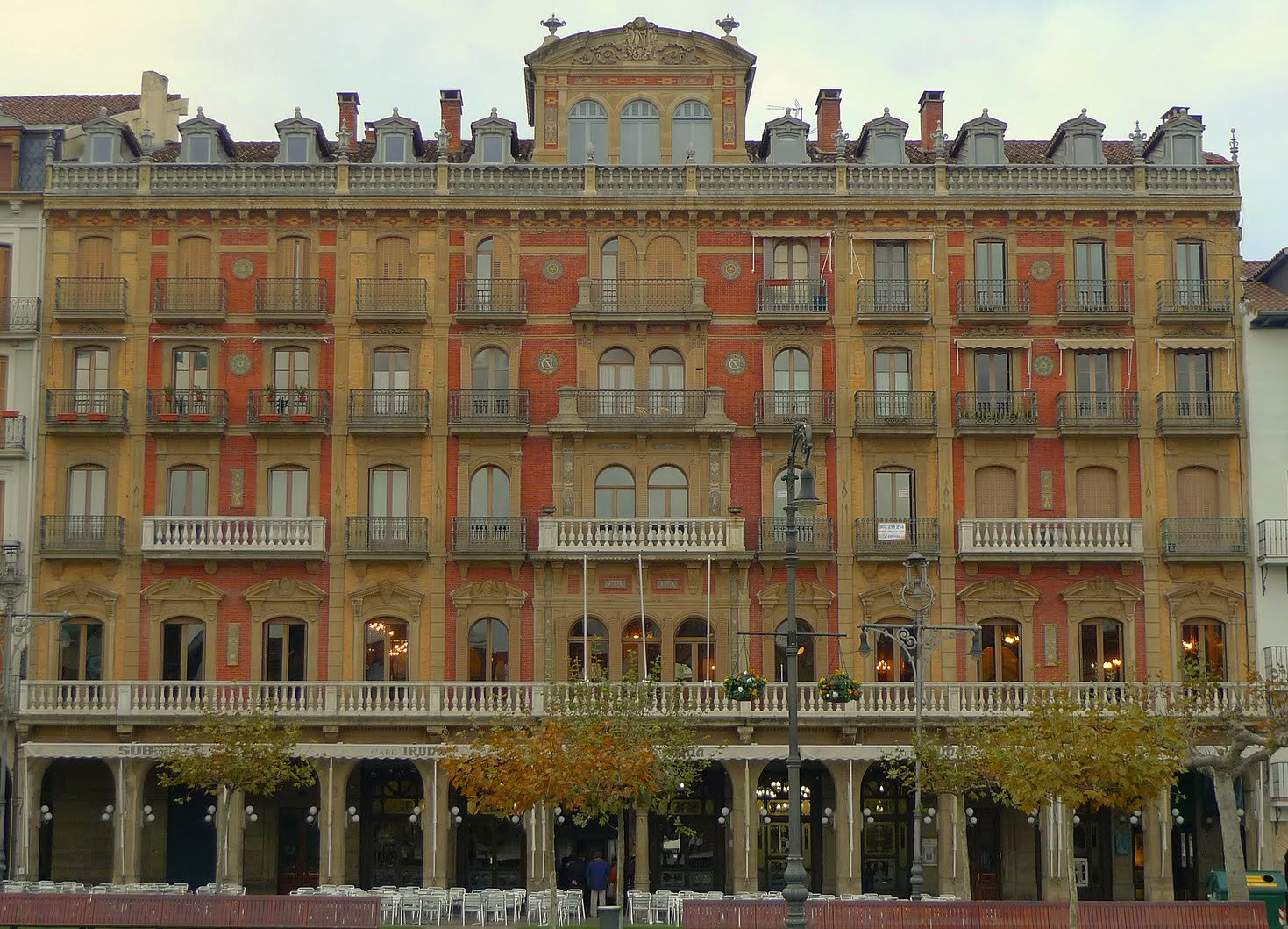
Edificio del Crédito Navarro, sede del Nuevo Casino Principal (planta 1ª) encima del Café Iruña (Pamplona)

## Historia
Este lugar ha sido testigo, y escenario, de recientes momentos históricos de Pamplona y Navarra, así como lugar de acogida de numerosos personajes ilustres como Julián Gayarre, Emilio Arrieta o Pablo Sarasate. 

### SigloXIX
Durante la década de 1840 en Pamplona se habían establecido siete sociedades. Durante el reinado de Isabel II, tomando como referencia modelos extranjeros similares, proliferan por toda España la institución del Casino, «convirtiéndose en el tipo asociativo entonces más difundido».
Según testimonia de Modesto Utray Jáuregui, concejal republicano de Pamplona, industrial y violinista, inicialmente fue llamado Casino Principal y su primera sede ocupaba los dos primeros pisos encima del Café Suizo, situado en la llamada Casa del Toril, en el lado oeste de la Plaza del Castillo. Cuando cambió a la sede actual empezó a denominarse Nuevo Casino Principal. En 1863 consta que tenía 230 personas asociadas, siendo secretario por entonces Eduardo Ilarregui, hijo de Pablo Ilarregui, secretario municipal, y presidente Rafael Gaztelu, marqués de Echandía.
Durante los actos organizados en 1893, con ocasión de la Gamazada, el Nuevo Casino fue lugar de encuentro y preparación de actividades de los socios y vecinos. En su biblioteca conserva una réplica del banderín original que presidió aquella marcha fuerista y cuyo original se conserva en el Palacio de Navarra.

### SigloXX
Más recientemente, en el año 1998 se crea una sección gastronómica que da lugar a un espacio de encuentro para los socios del casino, donde desarrollar actividades más culinarias además de ocio más privado.

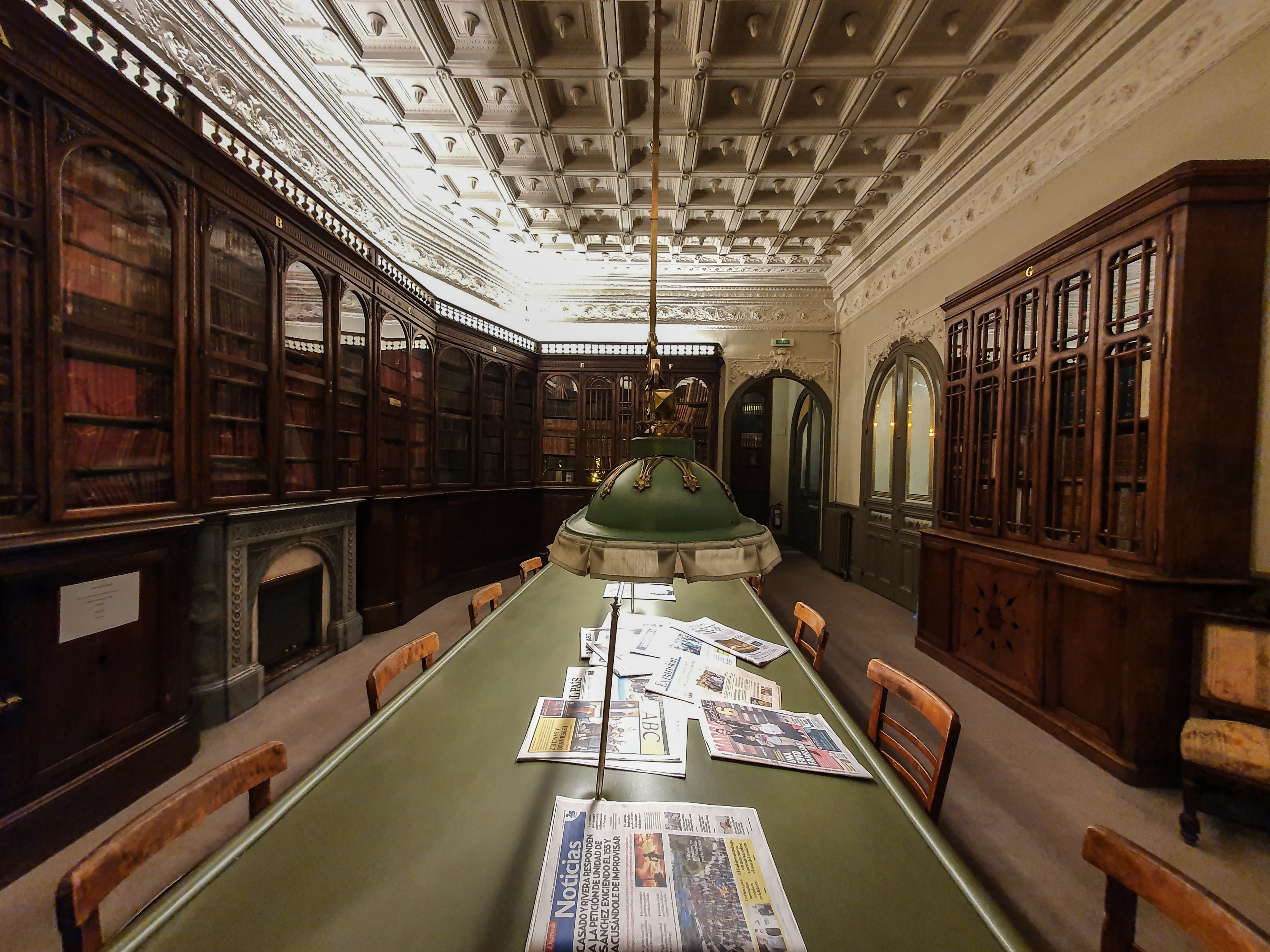
Sala de lectura de la biblioteca del Nuevo Casino

## Actividades
- Música
- Literatura
- Arte
- Sanfermines: el Baile de la Alpargata

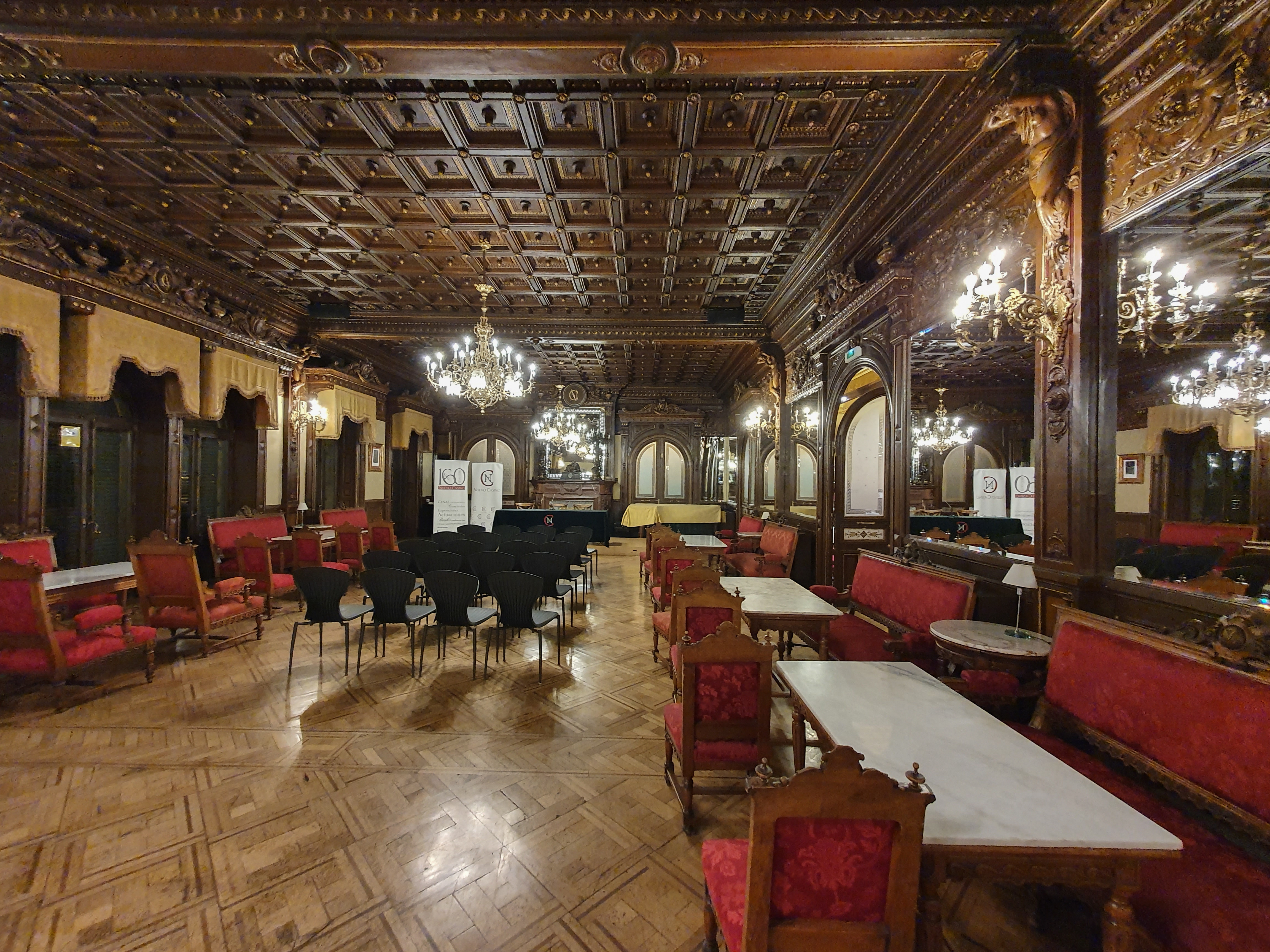
Salón Principal

## Sede
La actual sede se estableció en 1887. Previamente, la primera estuvo en un piso de la entonces Plaza del Castillo,donde la «nueva sociedad empezó a funcionar en un espacio compuesto por un Salón principal de columnas, salón de café, sala de juegos, gabinete de lectura, secretaria y tesorería, habitación de conserje, recibidor y servicios.»
Pocos años después se realiza el primer traslado de la sede, de manera provisional, a los pisos primero y segundo de la llamada Casa del Toril o Café Suizo, en la actual Plaza del Castillo, donde permanecerán desde 1876 hasta 1887 en que se asienta la institución en la sede actual alquilada al Crédito Navarro en un edificio que la entidad había construido en el número 44. Era un moderno edificio diseñado por el arquitecto Maximiano Hijon. El socio Pablo Saraste ofreció un concierto inaugural. 
Con la desaparición del banco el Nuevo Casino compra la propiedad del edificio en el año 1977. 
Dentro de sus estancias destaca el Salón Principal por su extensión y gusto decorativo siendo el espacio de mayor impacto del conjunto.

### Salón principal

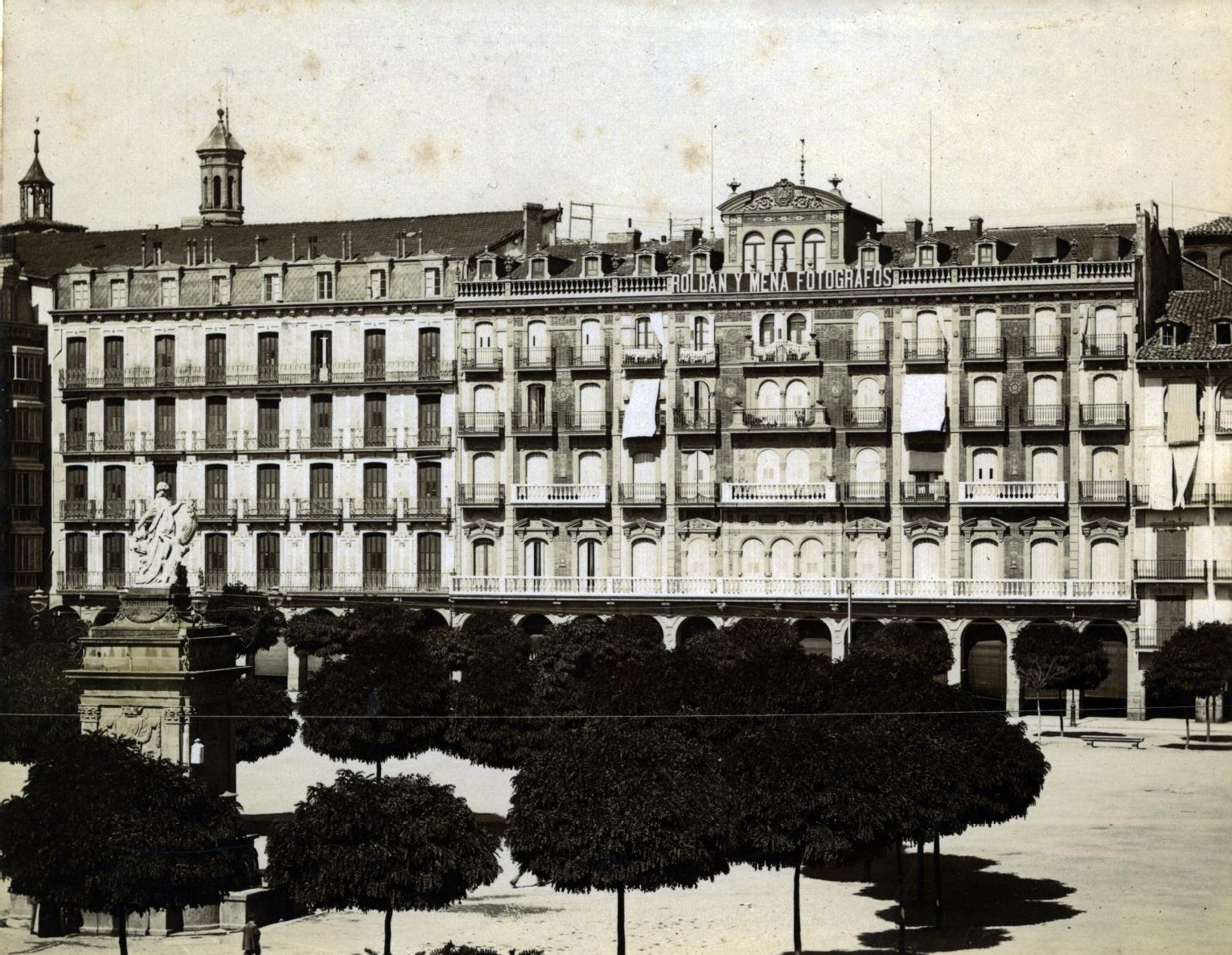
Foto de Julio Altadill, fechada entre 1892-1898, donde se muestra la Plaza de la Constitución (así llamada entonces) con la estatua de la Mariblanca en el centro. El edificio del Crédito Navarro ya tenía el Café Iruña aunque no todavía el Nuevo Casino Principal.

Uno de los elementos que más capta la atención de los nuevos visitantes es el artesonado del techo del salón principal. Ocupa una superficie rectangular de 300 m2 (30 m de longitud por 10 m de anchura) con una tarima de madera. En la parte sur abre hasta diez ventanales al balcón corrido que mira a la Plaza del Castillo.
La techumbre, que está a 4,25 metro de altura, presenta un total de 673 casetones:
- 330 grandes (50 cm de vano) con «una piña en su centro y una cenefa dorada con el juego del nudo eterno.»
- 343 pequeños (25 cm de vano) con estrellas de ocho puntas y un total de 4.116 puntos o tacos.

En los cruces de casetones hay 325 medallones con estrellas.

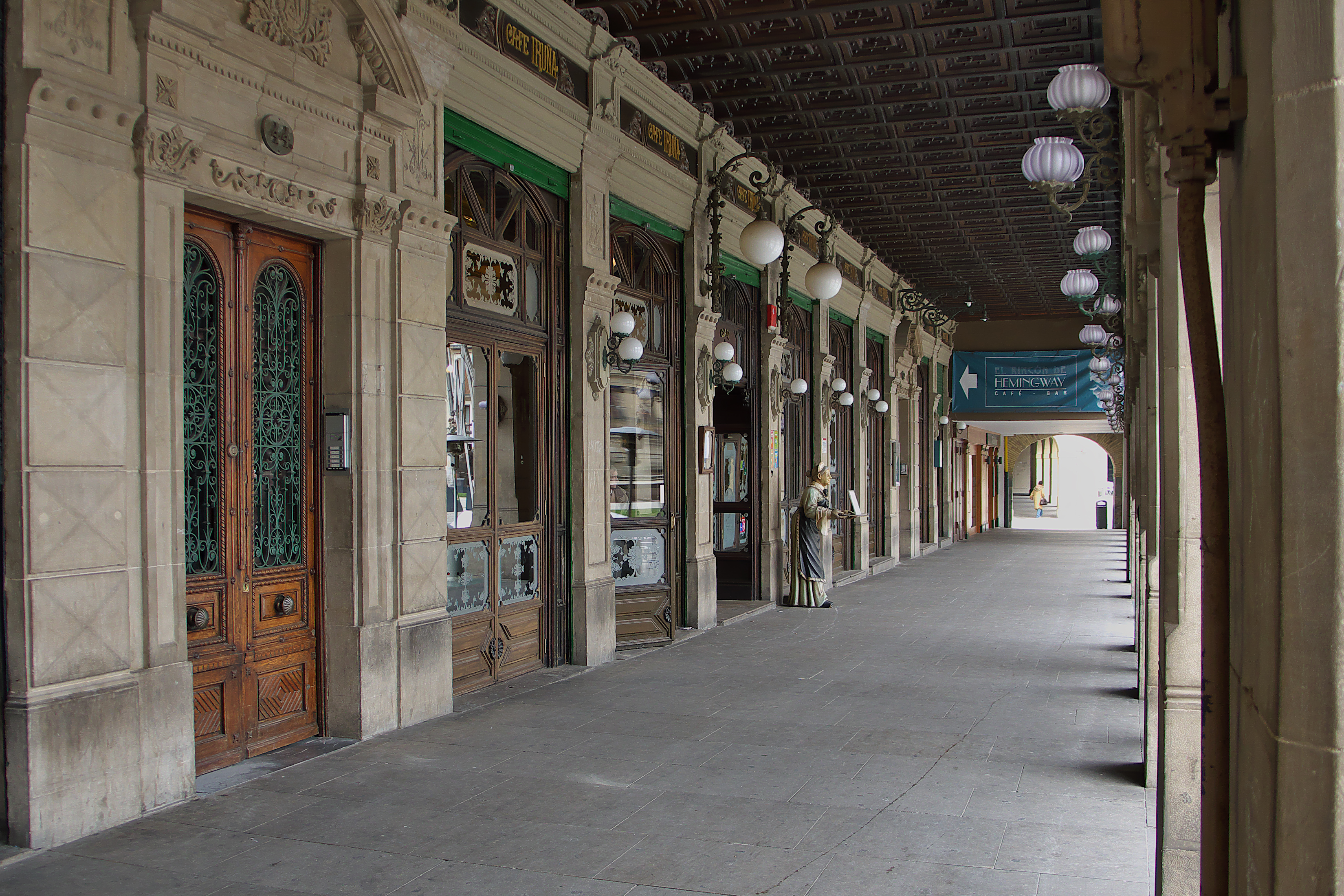
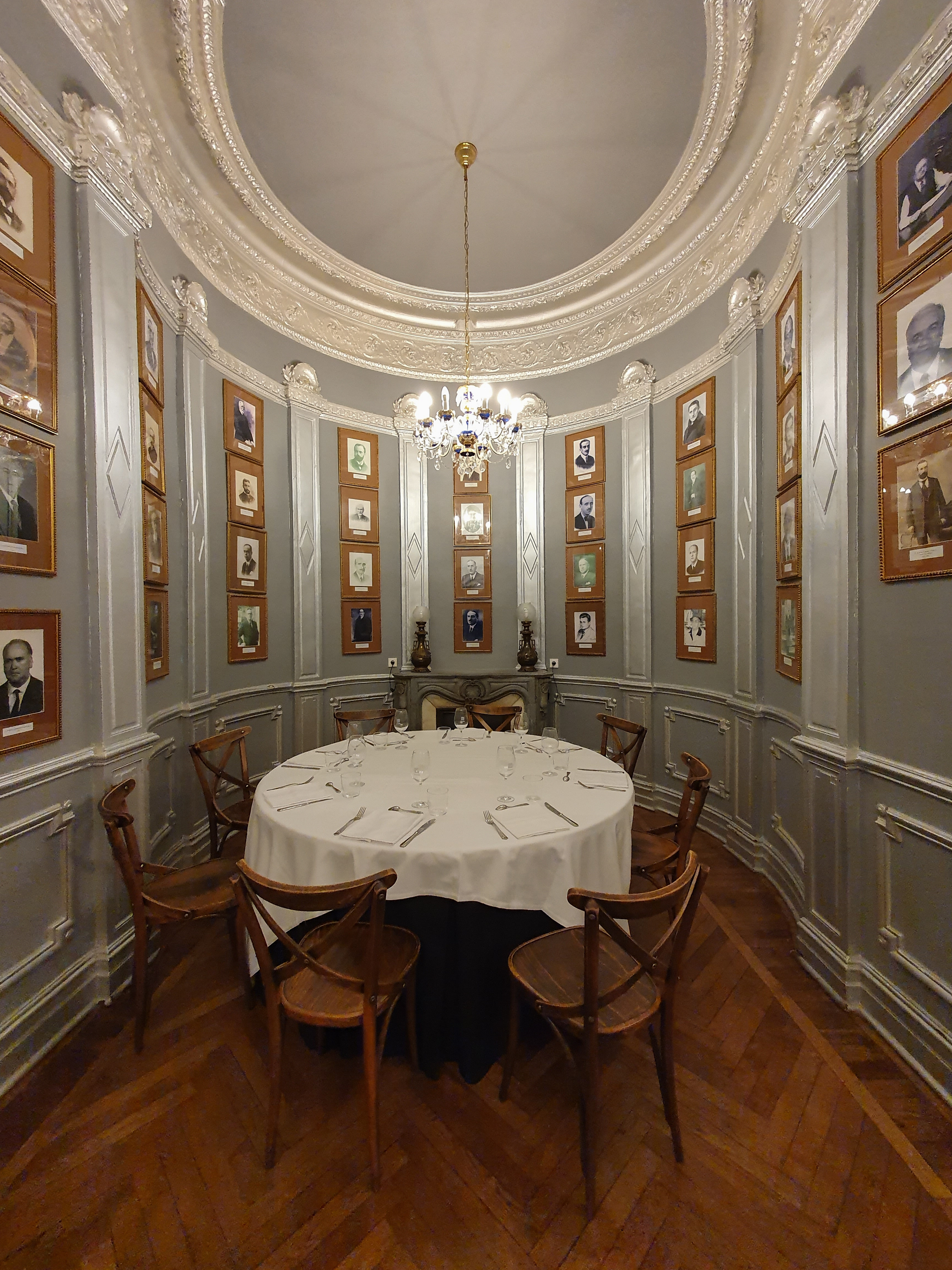
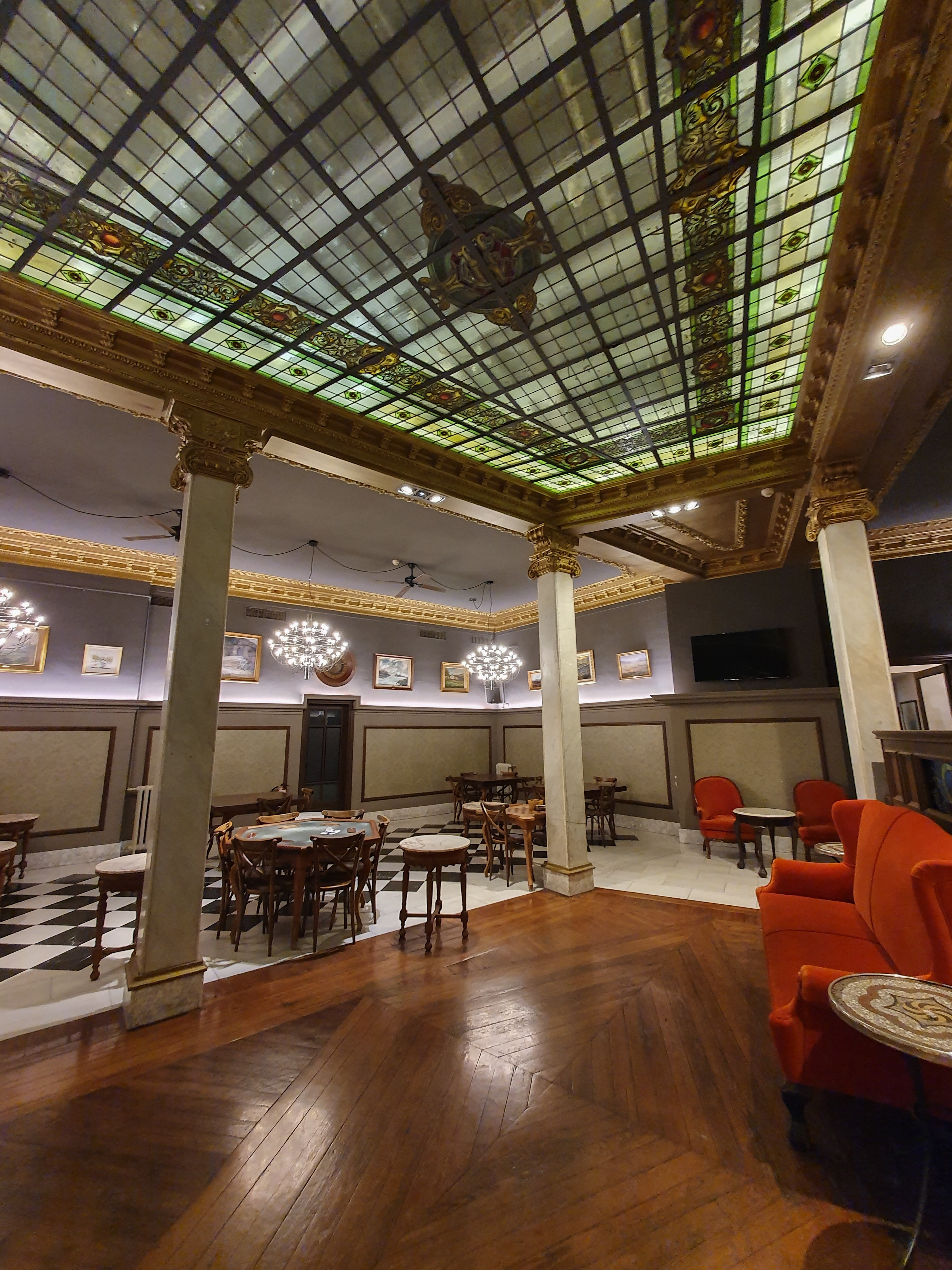
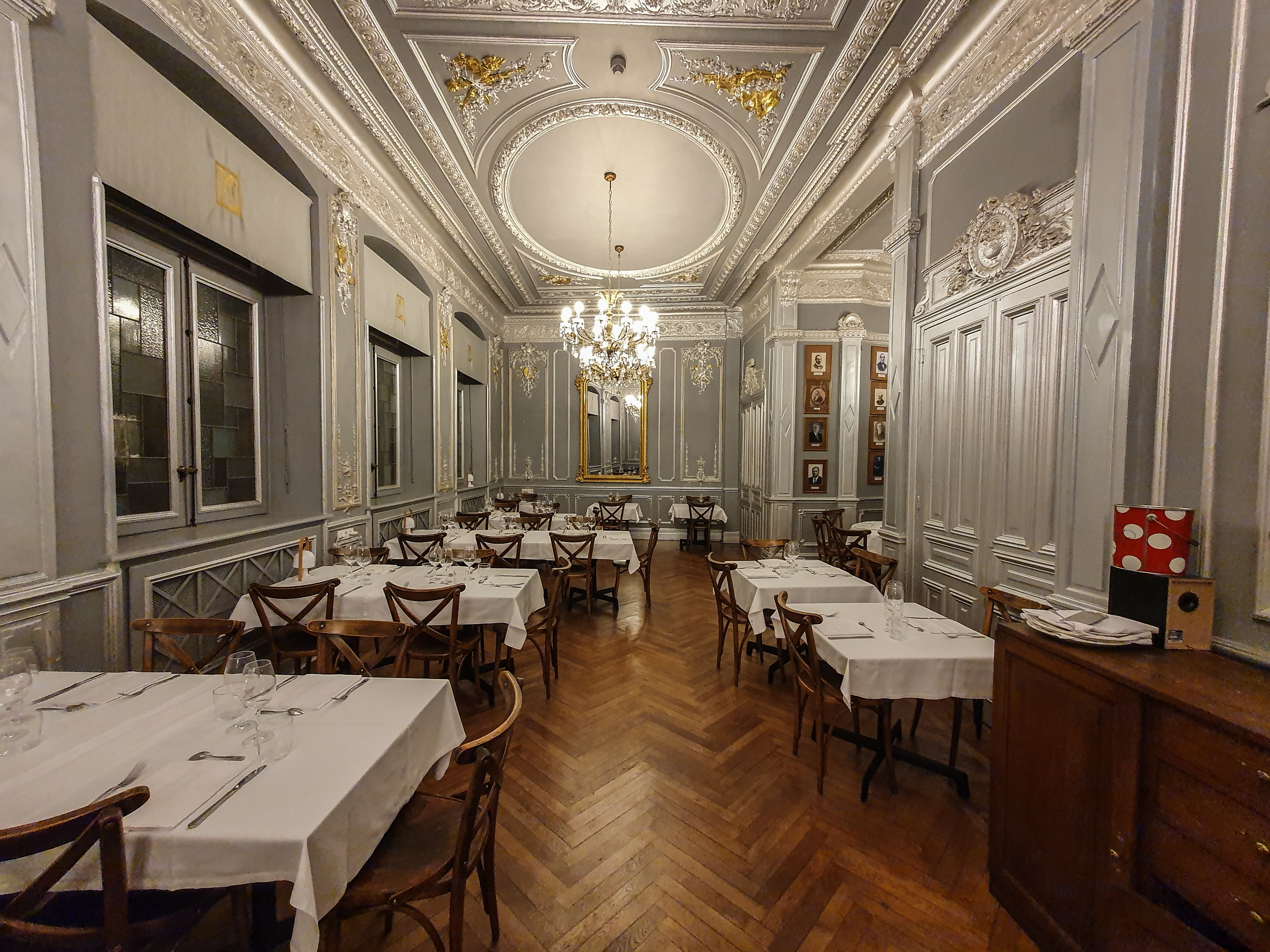